# Kristin Davis
Kristin Davis (Boulder, Colorado, SAD, 24. veljače 1965.) američka je glumica. Najpoznatija je po slavnoj seriji "Seks i grad".

## Karijera
Nakon diplomiranja 1987. godine, Davis se preselila u New York City, gdje je radila kao konobarica prije nego što je otvorila yoga studio s prijateljicom. Godine 1991. je glumila u nekoliko epizoda sapunice
"General Hospital", 1995. je dobila ulogu Brooke Armstrong Campbell u seriji "Melrose Palace". Godinu dana kasnije, napustila je seriju nakon što su producenti ubili njen lik, Kristin se pojavila u serijama "Prijatelji", "Seinfeld" i "Will i Grace".

## Privatni život
Davis je oporavljeni alkoholičar, trenutno živi u Los Angelesu.

## Vanjske poveznic
- Kristin Davis u internetskoj bazi filmova IMDb-u (engl.)